# 正徳寺 (福島県会津坂下町)
正徳寺（しょうとくじ）は福島県河沼郡会津坂下町にある浄土宗の寺院。山号は本現山。

## 歴史
創建年代は不明。室町時代に中興した。京都知恩寺30世・岌州は青木村出身で、正徳寺で剃髪得度して僧となったことから、正徳寺には岌州所縁の品々が残されており、文化財指定を受けている。
会津三十三観音の青津観音堂に安置される聖観音は元々正徳寺の境内にあった観音堂に置かれていたが、慶長16年（1611年）の会津地震などで堂宇が倒壊したため隣村の浄泉寺に移されたという。このため、会津三十三観音を扱う資料においては青津観音として正徳寺の名前が出るものもある。

## 文化財
- 絹本著色十六善神像

釈迦如来、普賢菩薩、文殊菩薩の三尊と十八の善神を描いたもので室町時代の作と考えられている。岌州が永禄年間（1558年 - 1570年）の間に会津に帰国した際に京都から持ち帰ったものとされ、1966年（昭和41年）4月19日に福島県の重要文化財に指定された。
- 岌州遺品

上記の画とともに正徳寺に贈られたもので、以下の4品と天正13年（1585年）に岌州が葦名氏の家臣であった金上盛備に送った書状。1992年（平成4年）12月10日に町の重要文化財に指定された。
- 山越阿弥陀図
- 翡翠画
- 阿弥陀三尊来迎図織物
- 獏の香炉